# Dacryodes kukachkana
Dacryodes kukachkana là một loài thực vật có hoa trong họ Burseraceae. Loài này được L.O.Williams mô tả khoa học đầu tiên năm 1967.